# Pepe Lora
José Lora conocido por Pepe Lora (Córdoba, 1908 – 27 de junio de 1992) fue un cantaor flamenco.
Estaba considerado un auténtico maestro en los estilos más característicamente cordobeses, como las alegrías y las soleares, la saeta vieja y la serrana, los cuales enseñó a los jóvenes valores y difundió, más que en producciones del espectáculo -nunca fue lo que entendemos por un profesional-, en actos culturales, como recitales y conferencias ilustradas. 
Cantó hasta que la enfermedad le postró en el lecho pocos meses antes de su muerte. Y hasta entonces hizo gala de una voz melosa y bien timbrada, con plenitud de poderío y facultades", en opinión del crítico Luis Melgar Reina, quien añadía en su valoración del cantaor ahora desaparecido: "Hace un cante primoroso, agradable, artísticamente bello y armónicamente sugestivo". Cantó junto a los más grandes de su larga experiencia vital.